# Euproserpinus wiesti
Euproserpinus wiesti là một loài bướm đêm trong họ Sphingidae. Chúng phân bố ở đông bắc California qua trung bộ Nevada và phần lớn Utah đến đông bắc Arizona và phía bắc 3/4 New Mexico và phần lớn Colorado, đến phía đông vào phần cực tây Kansas, Oklahoma và Texas..
Sải cánh là 32–49 mm. 
Có một thế hệ mỗi năm và con trưởng thành bay từ tháng 5 đến tháng 6. Con lớn hút mật hoa vào ban ngày.
Ấu trùng ăn Oenothera latifolia.